# Konfiguracija oglišča
Konfiguracija oglišča (tudi tip oglišča) je v geometriji okrajšana notacija za opis slike oglišč poliedra ali tlakovanja kot zaporedja stranskih ploskev okoli oglišča. uniformni poliedri imajo samo en tip oglišč in zato konfiguracija oglišč v celoti definira polieder.
Konfiguracija oglišča je podana kot zaporedje števil, ki predstavljajo stranic stranskih ploskev okoli oglišča. Oznaka a.b.c pomeni, da so okoli oglišča tri stranske ploskve, ki imajo stranice a, b in c. Za zgled poglejmo še oznako 3.5.3.5, kar pomeni, da ima oglišče štiri stranske ploskve, izmenoma trikotnike in petkotnike. Ta konfiguracija oglišča predstavlja polieder z imenom  ikozidodekaeder.

## Slika oglišča
Konfiguracijo oglišča lahko grafično prikažemo tudi kot sliko oglišča, ki prikazuje stranske ploskve okoli oglišča.  Slika oglišča ima trirazsežno strukturo, ker stranske ploskve v poliedru niso v isti ravnini. Toda pri ogliščno-uniformnih poliedrih so vsa sosednja oglišča v isti ravnini in tako lahko uporabimo ravninsko projekcijo, da prikažemo konfiguracijo oglišča.   

## Oblike in uporaba
Uporabljajo se različne notacije za prikazovanje konfiguracije oglišča. Včasih se uporablja vejica (,), včasih pa tudi pika (.). Lahko pa uporabimo tudi eksponentno notacijo. Tako namesto 3.5.3.5 pišemo (3.5)^2 ali (3.5)2.
Prav tako je pomembno zaporedje. Kot zgled poglejmo zapis 3.3.5.5. To je nekaj drugega kot 3.5.3.5. prvi ima dva trikotnika, ki mu sledita petkotnika. 
Notacijo lahko smatramo kot razširitev enostavnega  Schläflijevega simbola za pravilne poliedre. Oznaka {p,q} pomeni q p-kotnikov okoli vsakega oglišča. To bi lahko zapisali tudi kot  p.p.p... (q krat).  Kot zgled se za ikozaeder napiše kot {3,5} = 3.3.3.3.3 = 3^ 5= 35.
Notacija je ciklična in dobimo  enakovredne izraze z različnimi začetnimi točkami.  Tako je 3.5.3.5 enako kot 5.3.5.3. Da bi bila enolična se pogosto najprej navede najmanjša stranska ploskev.    

## Zvezdni mnogokotniki
Ta notacija tudi nekonveksne pravilne stranske ploskve, ki so zvezdni mnogokotniki. Za zgled poglejmo petkotnik, ki ima 5/2 robov, kar pomeni, da ima 5 oglišč, ki se razvrstijo okoli oglišča dvakrat. Nekonveksni pravilni polieder mali zvezdni dodekaeder ima konfiguracijo Schläflijevega simbola {5/2,5}, ki se lahko razširi v konfiguracijo oglišča z obliko  5/2.5/2.5/2.5/2.5/2.

## Uniformne konfiguracije pravilnih konveksnih mnogokotnikov
Obstoj pravilnega poliedra lahko označimo z njegovo konfiguracijo oglišča in kotnim defektom. Množica pravilnih stranskih ploskev mora imeti vsoto notranjih kotov manjšo od 360 stopinj. Kotni primanjkljaj je definiran kot 360º minus vsota vseh notranjih kotov mnogokotnikov, ki se srečajo v oglišču. Descartesov izrek pravi, da moramo kotni primanjkljaj na topološki sferi dodati 4*π radianom ali 720 stopinjam.
Ker pa imajo vsi uniformni poliedri identična oglišča, kako, da lahko izračunamo število oglišč po naslednjem obrazcu: oglišča = 720/(kotni primanjkljaj). 
Zgled: prisekana kocka  3.8.8 ima kot primanjkljaja enak 30 stopinj. To pa pomeni, da ima 24 oglišč (720/30). razen tega sledi še, da ima {a, b} 4/2-b(1-2/a)) oglišč. 
Vsaka konfiguracija oglišča enolično definira polpravilni polieder. Iz tega sledi, da niso možne vse konfiguracije.
Topološke zahteve omejujejo obstoj. Lahko rečemo, da p.q.r  določa, da je p-kotnik izmenoma obdan s q-kotniki in r-kotniki. Tako je lahko p paren ali pa velja q = r . Podobno je q lahko paren ali pa je p= r. Iz tega sledi, da so možne trojke 3.3.3, 3.4.4, 3.6.6, 3.8.8, 3.10.10, 3.12.12, 4.4.n (za poljuben n>2), 4.6.6, 4.6.8, 4.6.10, 4.6.12, 4.8.8, 5.5.5, 5.6.6, 6.6.6. V resnici se vse te konfiguracije s tremi stranskimi ploskvami, ki se srečajo v vsakem oglišču izkažejo, da obstajajo. 
Podobno je, kadar se v vsakem oglišču srečajo štiri stranske ploskve p.q.r.s, če je eno število neparno morajo biti njegovi sosedje enaki.  
Številka v oklepaju je število oglišč, določeno s pomočjo kotnega primanjkljaja.  
Trojke
- Platonska telesa 3.3.3 (4), 4.4.4 (8), 5.5.5 (20)
- prizme 3.4.4 (6), 4.4.4 (8, so omenjeni zgoraj), 4.4.n (2n)
- arhimedska telesa 3.6.6 (12), 3.8.8 (24), 3.10.10 (60), 4.6.6 (24), 4.6.8 (48), 4.6.10 (120), 5.6.6 (60).
- pravilno tlakovanje 6.6.6
- polpravilna tlakovanja 3.12.12, 4.6.12, 4.8.8

Štirice
- platonska telesa 3.3.3.3 (6)
- antiprizme 3.3.3.3 (6, so omenjeni zgoraj), 3.3.3.n (2n)
- arhimedska telesa 3.4.3.4 (12), 3.5.3.5 (30), 3.4.4.4 (24), 3.4.5.4 (60)
- pravilno tlakovanje 4.4.4.4
- polpravilna tlakovanja 3.6.3.6, 3.4.6.4

Peterke
Končne konfiguracije s petimi in šestimi stranskimi ploskvami, ki se srečajo v vsakem oglišču:
- plotonsko telo 3.3.3.3.3 (12)
- arhimedska telesa 3.3.3.3.4 (24), 3.3.3.3.5 (60) (oba kiralna)
- polpravilna tlakovanja 3.3.3.3.6 (kiralni), 3.3.3.4.4, 3.3.4.3.4 (dva različna reda istega števila dasta dve različni obliki)

Šesterke
- pravilno tlakovanje 3.3.3.3.3.3

## Konfiguracija stranskih ploskev dualnih teles
Dualni polieder se tudi lahko opišejo s pomočjo te vrste notacije tako, da postavimo predpono V.
Stranske ploskve polpravilnih  dualnih poliedrov niso pravilni mnogokotniki. Robovi se pri dualnih telesih spreminjajo v dolžini. Zgled: